# Val del Grisol
La Val del Grisol è una valle laterale della bassa Val Zoldana, nella quale confluisce presso Soffranco (frazione del comune di Longarone), originata dalla confluenza di alcune piccole valli sul versante orientale del gruppo montuoso della Schiara-Talvena: la Val dei Ross, la Val Costa dei Nass e la Val Grave di S. Marco. Fa parte del territorio del Parco nazionale delle Dolomiti bellunesi e vi sono presenti boschi di abete bianco e faggio.
La valle del Grisol è scavata in un substrato di varie rocce sedimentarie marine risalenti al Giurassico, nello specifico costituite da dolomie selcifere nella formazione di Soverzene, da marne e calcari nella formazione di Igne e da calcare del Vajont.